# Első polgári leányiskola (Makó)
Makó város első polgári leányiskolája a Belvárosban található; 1882-ben épült eklektikus stílusban.
A város 1875-ben vásárolt földterületet a volt sóház telkéből abból a célból, hogy ott polgári leányiskolát létesítsen. Az Eötvös-féle közoktatási törvény szellemében épült új iskolát 1882. december 3-án adták át. A tanárok száma ekkor négy, a növendékeké 51 volt.
A pilaszterek a lábazattól a koronázópárkányig futnak, kváderes díszítésűek. A két szélső szárny ablakait a vakolatkeret fogja össze. Az ablakok fölött erőteljes timpanon található, amely konzolos alátámasztású. A könyöklőpárkány a teljes homlokzaton végigfut. A főpárkány fogazott, a középre épült bejárati részt kiemeli az attikafal, a tetőszerkezete kontyolt. Az épülethez előkert tartozik, a kerítés kovácsoltvas rácsozatú tégla lábazaton. A belső elrendezés szimmetrikus: benne négy tanterem, két szoba, konyha és egy szoba-konyha lakás található.
Az épület túlságosan kicsinek bizonyult, ezért a polgári leányiskola mindössze 12 évig működött itt. Utána az adóhivatal költözött be, 800 forint költségen átalakítást végezett. Az ügyfelek fogadására kialakított helyiségekben korlátot szereltek föl, a pénzügyőrök részére két helyiséget összenyitottak, és börtönt alakítottak ki. A későbbiekben az Ipartestület használta az épületet, 1962-ben központi konyha céljára alakították át. A közintézmény egészen 2005 szeptemberéig működött itt, ekkor áthelyezték az újonnan fölépített Pulitzer József Kollégiumba. Azóta üresen áll, a Termál- és Gyógyfürdő fejlesztése kapcsán felmerült az ötlet, hogy benne panzió működjön.